# Gare de Musson
La gare de Musson est une gare ferroviaire belge, fermée, de la ligne 165 entre Athus et Libramont, située dans la localité du même nom, en province de Luxembourg.
Elle fut fortement liée à l'activité sidérurgique de l'usine de Musson et de sa mine de fer. Elle est désormais fermée.

## Situation
La gare est située rue Andréa Boucq, vers le bois de la cuesta.
Elle constituait le point kilométrique PK 9.9 de la ligne 165 d'Athus à Libramont entre la gare de Halanzy et la halte de Baranzy

## Histoire
L'Administration des chemins de fer de l'État belge met en service, à titre d'essai, un point d'arrêt à Musson le 15 novembre 1881, sur une section de la ligne d'Athus-Meuse inaugurée en 1877. Uniquement desservi les vendredis, jours de marché, elle devient finalement une halte voyant s'arrêter des trains chaque jour à partir du 13 septembre 1883. Vers 1885, la mine de fer de Musson est complétée par une usine sidérurgique qui s'agrandira au fil des ans, avec un raccordement menant à une gare privée.
Durant l'entre-deux-guerres, un bâtiment des recettes apparenté au plan type 1893 est érigé de l'autre côté des voies, remplaçant une caisse de wagon en bois accolée à la maison du garde-barrière. Le bâtiment se compose d'une aile de cinq travées et d'un pavillon séparé pour les sanitaires.
Elle ferme aux voyageurs le 3 juin 1984 à la suite du Plan IC-IR comme toutes les gares situées entre Virton et Athus. L'usine de Musson a fermé ses portes en 1967 et a été démolie en 1983. L'extraction de minerai de la mine a pris fin en 1977.
Laissé vacant, le bâtiment de la gare a été racheté par un passionné de trains qui a agrandi l'aile principale, démoli l'annexe et installé une motrice PCC des Tramways de Gand (MIVG 31 puis De Lijn 6231) et une automotrice suisse à voie métrique (Chemins de fer du Jura 603)  sur un coupon de voies dans la cour.

## Musée

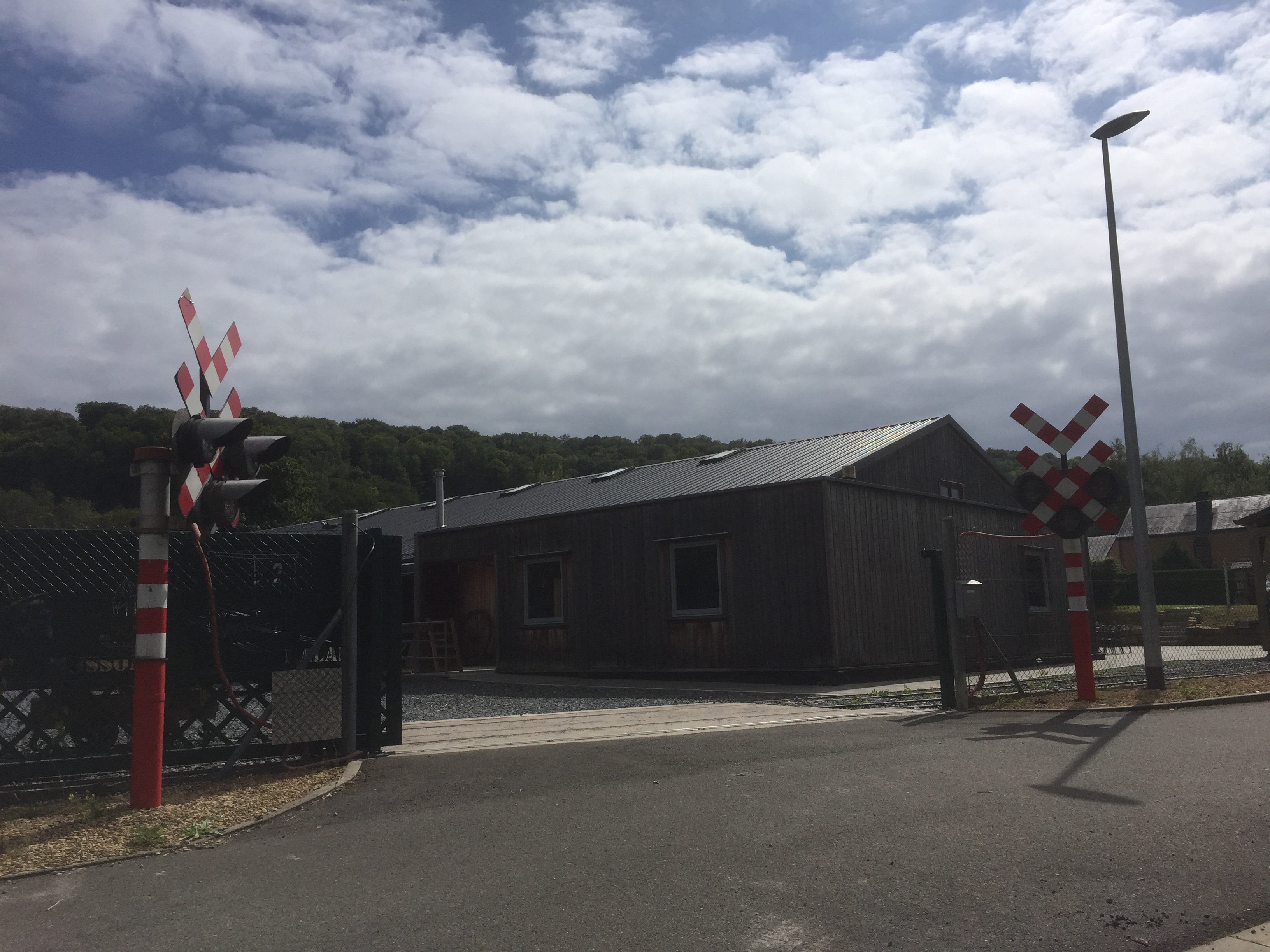
Le Musée Minier Métallurgique Musson Halanzy est situé à côté de la gare, de l'autre côté des voies.

Le Musée Minier Métallurgique Musson Halanzy se trouve juste en face et retrace le passé local de l'Histoire de la métallurgie et de la sidérurgie dans le bassin lorrain.